# روي ستيوارت
روي ستيوارت (بالإنجليزية: Roy Stewart)‏ هو ممثل أمريكي، ولد في 17 أكتوبر 1883 بسان دييغو في الولايات المتحدة، وتوفي في 26 أبريل 1933 بلوس أنجلوس في الولايات المتحدة بسبب نوبة قلبية.

## وصلات خارجية
- روي ستيوارت على موقع IMDb (الإنجليزية)
- روي ستيوارت على موقع قاعدة بيانات الفيلم (الإنجليزية)